# James Soloman Biery

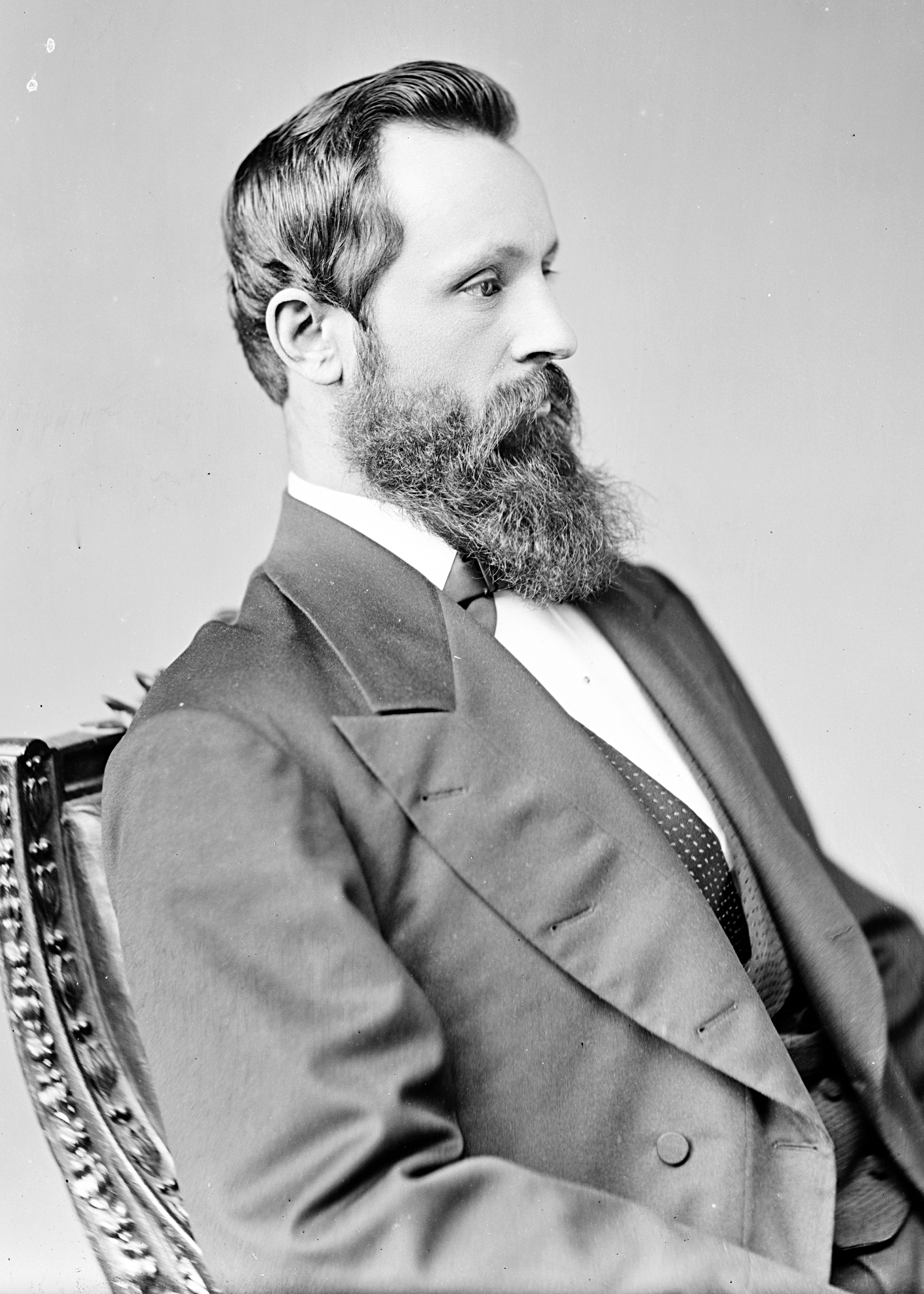
James Soloman Biery

James Soloman Biery (* 2. März 1839 bei Emlenton, Venango County, Pennsylvania; † 3. Dezember 1904 in Allentown, Pennsylvania) war ein US-amerikanischer Politiker. Zwischen 1873 und 1875 vertrat er den Bundesstaat Pennsylvania im US-Repräsentantenhaus.

## Werdegang
James Biery besuchte die öffentlichen Schulen seiner Heimat und arbeitete danach drei Jahre lang in der Ölregion Pennsylvanias als Lehrer. Im Jahr 1861 zog er nach Allentown, wo er für weitere acht Jahre als Lehrer beschäftigt war. Danach studierte er zunächst Theologie; ob er als Theologe tätig wurde, ist nicht überliefert. Nach einem anschließenden Jurastudium und seiner 1868 erfolgten Zulassung als Rechtsanwalt begann er in Allentown in diesem Beruf zu praktizieren. Gleichzeitig schlug er als Mitglied der Republikanischen Partei eine politische Laufbahn ein. Im Jahr 1869 war er Abgeordneter im Repräsentantenhaus von Pennsylvania.
Bei den Kongresswahlen des Jahres 1872 wurde Biery im sechsten Wahlbezirk von Pennsylvania in das US-Repräsentantenhaus in Washington, D.C. gewählt, wo er am 4. März 1873 die Nachfolge des Demokraten Ephraim Leister Acker antrat. Da er im Jahr 1874 auf eine weitere Kandidatur verzichtete, konnte er bis zum 3. März 1875 nur eine Legislaturperiode im Kongress absolvieren.
Nach dem Ende seiner Zeit im US-Repräsentantenhaus betätigte sich James Biery wieder als Anwalt. Außerdem befasste er sich mit literarischen Angelegenheiten. Er starb am 3. Dezember 1904 in Allentown, wo er auch beigesetzt wurde.